# 米托克鄉 (博托沙尼縣)
48°7′N 27°2′E / 48.117°N 27.033°E
米托克鄉（羅馬尼亞語：Comuna Mitoc, Botoșani），是羅馬尼亞的鄉份，位於該國東北部，由博托沙尼縣負責管轄，面積45平方公里，海拔高度132米，2007年人口1,997，人口密度每平方公里44人。